# ディスコシス
ディスコシス (Discosis) は、2001年夏に発売されたブラン・ヴァン3000のセカンドアルバムである。カーティス・メイフィールドや、ユッスー・ンドゥール、レゲエアーティストのイーク・ア・マウスとコラボレーションがなされた。

## 収録曲
1. アスタウンディド (Astounded) - 5:57
feat. Curtis Mayfield
2. ループ・ミー (Loop Me) - 3:10
3. モントリアル (Montréal) - 4:11
feat. Youssou N'Dour
4. BV3 - 0:57
5. ディスコシス (Discosis) - 3:24
feat. Big Daddy Kane, Dimitri From Paris
6. ゴー・ショッピン (Go Shoppin) - 2:43
feat. Eek-A-Mouse
7. モア・ショッピング (More Shopping) - 3:02
feat. Momus
8. ジ・アンサー (The Answer) - 4:04
feat. Dizzy D, Summer Rose
9. ジーン・リループズ・ダーティー・トーク (Jean Leloup's Dirty Talk) - 1:09
10. ローデッド (Loaded) - 3:25
feat. Big Daddy Kane
11. スピード (Speed) - 5:24
12. プリディクタブル (Predictable) - 4:44
13. セネガル (Senegal) - 2:25
feat. Youssou N'Dour
14. デア・アイ・セイ (Dare I Say) - 3:59
feat. Jean Leloup
15. ステップチャイルド (Stepchild) - 4:33
feat. Badar Ali Khan
16. ラブ・クリシェ(Love Cliché) - 4:00
17. ロック・スター (Rock Star) - 3:28
18. アスタウンディド（エリック・クッパー・ミックス）
19. アスタウンディド（リトル・サウンド・システム・オブ・パリス・ミックス）- 8:23（2曲合計）